# Subdivisionsfunktor

Prozess der Unterteilung des -Standardsimplex : Die partiell geordnete Menge mit, und formt ein Dreieck, während die partiell geordnete Menge dessen Unterteilung beschreibt mit, und als originalem Dreieck,, und als Unterteilung der Kanten und als Unterteilung der Fläche

Der Subdivisionsfunktor (oder Sd-Funktor) ist im mathematischen Teilgebiet der Höheren Kategorientheorie ein Endofunktor auf der Kategorie der simplizialen Mengen. Mit diesem kann die Struktur einer simplizialen Menge in einer rein kombinatorischen Methode verfeinert werden, ohne dass dabei Konstruktionen wie etwa dessen geometrische Realisierung beeinflusst werden. Eine wichtige Rolle spielt der Subdivisionsfunktor zudem über den zu diesem rechtsadjungierten Extensionsfunktor.

## Definition
Für eine partiell geordnete Menge {\displaystyle I} sei {\displaystyle s(I)} die Menge der nichtleeren endlichen total geordneten Teilmengen, welche selbst durch Inklusion partiell geordnet ist. Jede partiell geordnete Menge kann als Kategorie betrachtet werden. Postkomposition mit dem Nerv {\displaystyle N\colon \mathbf {Cat} \rightarrow \mathbf {sSet} } definiert den Subdivisionsfunktor {\displaystyle \operatorname {Sd} \colon \Delta \rightarrow \mathbf {sSet} } auf der Simplexkategorie durch:
{\displaystyle \operatorname {Sd} (\Delta ^{n}):=N(s([n])).}
Auf der kompletten Kategorie der simplizialen Mengen ergibt sich der Subdivisionsfunktor {\displaystyle \operatorname {Sd} \colon \mathbf {sSet} \rightarrow \mathbf {sSet} }, ähnlich wie die geometrische Realisierung, als Fortsetzung durch Kolimiten. Für eine simpliziale Menge {\displaystyle X} sei also:
{\displaystyle \operatorname {Sd} (X):=\varinjlim _{\Delta ^{n}\rightarrow X}\operatorname {Sd} (\Delta ^{n}).}
Durch das Maximum {\displaystyle \max \colon s(I)\rightarrow I}, welches in partiell geordneten Mengen nicht unbedingt existiert oder eindeutig ist, aber beides schon in total geordneten Teilmengen, ergibt sich durch Fortsetzung eine natürliche Transformation {\displaystyle a\colon \operatorname {Sd} \Rightarrow \operatorname {Id} }. Insbesondere gibt es einen kanonischen Morphismus {\displaystyle a_{X}\colon \operatorname {Sd} (X)\rightarrow X} für jede simpliziale Menge {\displaystyle X}.

## Sd∞-Funktor
Für eine simpliziale Menge {\displaystyle X} induziert der kanonische Morphismus {\displaystyle a_{X}\colon \operatorname {Sd} (X)\rightarrow X} einen {\displaystyle \mathbb {N} }-förmigen Kokegel {\displaystyle \ldots \rightarrow \operatorname {Sd} ^{3}(X)\rightarrow \operatorname {Sd} ^{2}(X)\rightarrow \operatorname {Sd} (X)\rightarrow X}, dessen Kolimes als:
{\displaystyle \operatorname {Sd} ^{\infty }(X):=\varprojlim _{n\in \mathbb {N} }\operatorname {Sd} ^{n}(X)}
notiert wird. Da Limes und Kolimes vertauscht sind, gibt es keine Adjunktion {\displaystyle \operatorname {Sd} ^{\infty }\dashv \operatorname {Ex} ^{\infty }} mit dem Ex∞-Funktor.
Die natürliche Transformation {\displaystyle a\colon \operatorname {Sd} \Rightarrow \operatorname {Id} } induziert eine natürliche Transformation {\displaystyle \alpha \colon \operatorname {Sd} ^{\infty }\Rightarrow \operatorname {Id} }. Insbesondere gibt es einen kanonischen Morphismus {\displaystyle \alpha _{X}\colon \operatorname {Sd} ^{\infty }(X)\rightarrow X} für jede simpliziale Menge {\displaystyle X}.

## Beispiele
Direkt aus der Definition folgt:
{\displaystyle \operatorname {Sd} (\Delta ^{0})=\Delta ^{0},}
{\displaystyle \operatorname {Sd} (\Delta ^{1})=\Lambda _{2}^{2}.}
Wegen {\displaystyle \partial \Delta ^{1}\cong \Delta ^{0}+\Delta ^{0}} wird dieses fixiert unter (unendlicher) Unterteilung:
{\displaystyle \operatorname {Sd} (\partial \Delta ^{1})=\partial \Delta ^{1},}
{\displaystyle \operatorname {Sd} ^{\infty }(\partial \Delta ^{1})=\partial \Delta ^{1}.}

## Eigenschaften
- Für jede simpliziale Menge {\displaystyle X} ist der kanonische Morphismus {\displaystyle a_{X}\colon \operatorname {Sd} (X)\rightarrow X} ist eine schwache Homotopieäquivalenz.[3]
- Der Subdivisionsfunktor {\displaystyle \operatorname {Sd} } erhält Monomorphismen und schwache Homotopieäquivalenzen (was mit der vorherigen Eigenschaft sowie deren 2-aus-3-Eigenschaft folgt) sowie in Kombination auch anodyne Erweiterungen,[4] also die Kofaserungen und trivialen Kofaserungen der Kan-Quillen-Modellstruktur. Dadurch wird die Adjunktion {\displaystyle \operatorname {Sd} \dashv \operatorname {Ex} } sogar zu einer Quillen-Adjunktion {\displaystyle \operatorname {Sd} \colon \mathbf {sSet} _{\mathrm {KQ} }\rightleftarrows \mathbf {sSet} _{\mathrm {KQ} }\colon \operatorname {Ex} }.
- Für eine partiell geordnete Menge {\displaystyle I} gilt mit dem Nerv:[5]
{\displaystyle \operatorname {Sd} (N(I))\cong N(s(I)).}

Für {\displaystyle I=[n]} mit {\displaystyle \Delta ^{n}=N([n])} ergibt sich dabei einfach wieder die Definition.
- Sei {\displaystyle \Phi _{k}^{n}} die Menge der nichtleeren Teilmengen von {\displaystyle [n]}, welche das Komplement von {\displaystyle \{k\}} nicht enthalten, und sei {\displaystyle \partial \Phi ^{n}} die Menge der nichtleeren echten Teilmengen von {\displaystyle [n]}, dann ist:[6]
{\displaystyle \operatorname {Sd} (\Lambda _{k}^{n})\cong N(\Phi _{k}^{n}),}
{\displaystyle \operatorname {Sd} (\partial \Delta ^{n})\cong N(\partial \Phi ^{n}).}
- Der Subdivisionsfunktor erhält die geometrische Realisierung. Für eine simpliziale Menge {\displaystyle X} ist also:[7]
{\displaystyle |\operatorname {Sd} (X)|=|X|.}

Da beide Funktoren als Fortsetzung durch Kolimiten definiert sind, reicht es dafür, {\displaystyle |\operatorname {Sd} (\Delta ^{n})|=|\Delta ^{n}|} zu zeigen.